# 近藤廉平

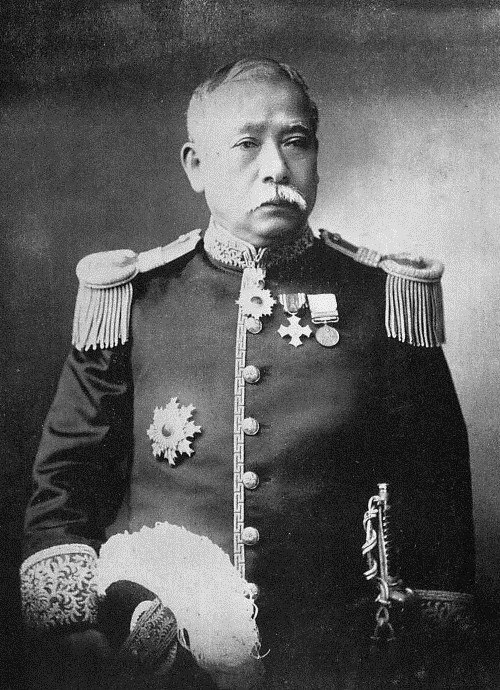
近藤廉平

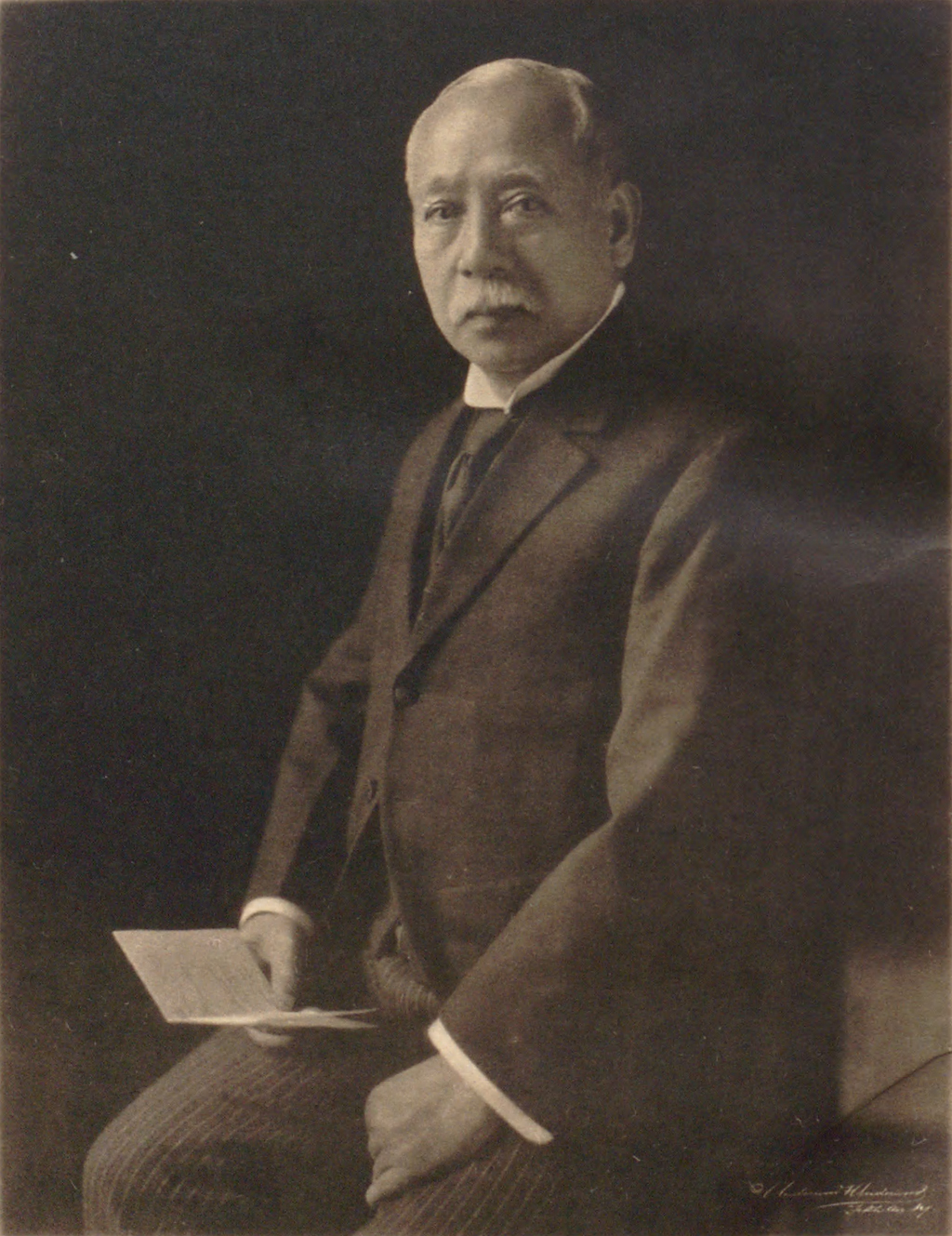
近藤廉平

近藤 廉平（こんどう れんぺい、1848年12月20日（嘉永元年11月25日）- 1921年（大正10年）2月9日）は、幕末から大正期の武士（徳島藩士）、実業家、政治家、華族。男爵、日清汽船社長、日本郵船会社第3代社長、貴族院男爵議員。

## 生涯
阿波国麻植郡（のちの鴨島町西麻植江川、現・徳島県吉野川市）の医者の家に生まれる。
1862年（文久2年）に徳島藩中老である仁尾内膳の書生となる。同年、新居水竹の小心塾にて益田永武と共に学ぶ。その後、柴秋邨の思斉塾に転学。当時出会った阿部興人とは終生の親友となる。師であった水竹が庚午事変に関係して切腹を命じられた際は、徳島市の潮見寺に遺髪を葬った。
慶應義塾、大学南校に学び、1872年（明治5年）淡路出身の星合常恕に勧められ岩崎弥太郎が経営する三菱商会に入る。岩崎邸内の英語学校に寄宿して生徒一同を取り締まる任務を与えられ、また商人としての訓練を受ける。25歳で吉岡鉱山に赴任し、事務担当として不採算事業だった鉱山を優良事業に転換させた。1878年（明治11年）、弥太郎の従妹・豊川従子と結婚、東京の三菱汽船へ異動する。北海道の開発に伴い貨物船の荷為替業務を開始したことが、後の三菱銀行の起こりとなる。1882年（明治15年）、長崎の高島炭坑の改正係（社長代理）として再建にあたる。1883年（明治16年）、三菱汽船横浜支店支配人となり、海運実業家に転身する。国策会社であった共同運輸と激しい競争を繰り広げるが、1885年（明治18年）に両社が合併し、日本郵船が誕生。本社支配人や理事、副社長を歴任する。1895年（明治28年）、日本郵船会社社長就任。26年にわたり日本郵船社長を務め、花柳界では「社長」といえば近藤のことを指すほどだった。
1900年4月14日から1年間、米国と欧州を訪問し、米国では太北鉄道のジェームズ・ジェローム・ヒル、英国では日本郵船の元航海監督トーマス・ヘンリー・ジェームスや、元総支配人のアルバート・リチャード・ブラウンから歓待を受けた。
日露戦争中は遠洋航路用の船舶を引き揚げ軍用に供した。終戦後は、麒麟麦酒会長、函館船渠相談役、日清汽船社長、横浜船渠相談役など、多数の役員を務める。1911年（明治44年）8月25日に男爵を叙爵した。
1918年（大正7年）、日本の船主代表としてベルサイユ講和会議に出席。1918年（大正7年）7月10日、貴族院男爵議員に互選され、公正会に属し死去するまで在任。1920年（大正9年）、従三位勲一等。1921年（大正10年）、スペインかぜにかかり死去。墓所は染井霊園。

## 伝記
- 末広一雄『男爵近藤廉平伝』《附・遺稿》末広一雄、1925年。

## 栄典
位階
- 1921年（大正10年）2月9日 - 従三位[8]

勲章等
- 1895年（明治28年）12月25日 - 勲三等旭日中綬章[9]
- 1906年（明治39年）4月1日 - 勲二等旭日重光章[10][11]
- 1911年（明治44年）8月24日 - 金杯一組[12]
- 1919年（大正8年） - 紺綬褒章
- 1920年（大正9年）9月7日 - 勲一等瑞宝章[13]

## 家族・親族
近藤玄泉・脇子夫妻の次男として生まれる。父・玄泉は医者で、兄弟は兄の貫一 がいる。
- 妻・従子（1857-1913）は岩崎弥太郎の母・美和及び岡本寧浦の妻・ときの姪で、実業家の豊川良平は従子の兄[注 2] にあたる。従子の父で医師の小野篤治は岡本とき・岩崎美和姉妹の兄弟にあたる[注 3]。
- 三男：滋弥が家督を相続し貴族院男爵議員を務め、松平頼和子爵長女・信子と結婚した[1]。
- 六男：進は1910年（明治43年）8月上旬、湯の澤（現・安中市松井田町坂本）にあった父・廉平の別荘に、慶應義塾大学部の学友3名とともに滞在中、前月からの長雨で碓氷川流域に大水害が発生、増水した支流・霧積川に流されて行方不明に。後に青松寺で4人の合同葬儀が行われた（享年21）[14]。
- 七男：廉治は伯爵樺山愛輔の長女で白洲正子の姉である泰子と結婚。夫婦は不良華族事件の中心人物、伯爵吉井勇の妻・徳子の遊び仲間で、廉治は徳子と関係を持つなどしたため、夫婦ともに華族からの除籍処分を受けている。橋口文蔵の孫の文紀を養子にしていたが、その後文紀は黒田清輝の死跡を継いだ。
- 長女：栄は大久保利通の三男大久保利武侯爵の妻。
- 二女：八重子は浜口檐（ヤマサ醤油創業家出身、実業家、衆議院議員）の妻[1]。
- 三女：貴子は旧米沢藩主上杉家14代目当主[注 4]・上杉憲章伯爵の後妻。